# باتريشيا كلارك
باتريتيشا كلارك (بالإنجليزية: Patricia H. Clarke)‏ (ولدت في 29 يوليو 1919 - توفيت في 28 يناير 2010) كانت عالمة في الكيمياء الحيوية بريطانية.

## الجوائز
- زميلة في الجمعية الملكية (1976)[3]
- محاضرة يوينهويك (1979)